# Fannia setitibia
Fannia setitibia är en tvåvingeart som beskrevs av Wang 2008. Fannia setitibia ingår i släktet Fannia och familjen takdansflugor.
Artens utbredningsområde är Yunnan (Kina). Inga underarter finns listade i Catalogue of Life.